# Néophyte (plante)
Pour les articles homonymes, voir Néophyte.

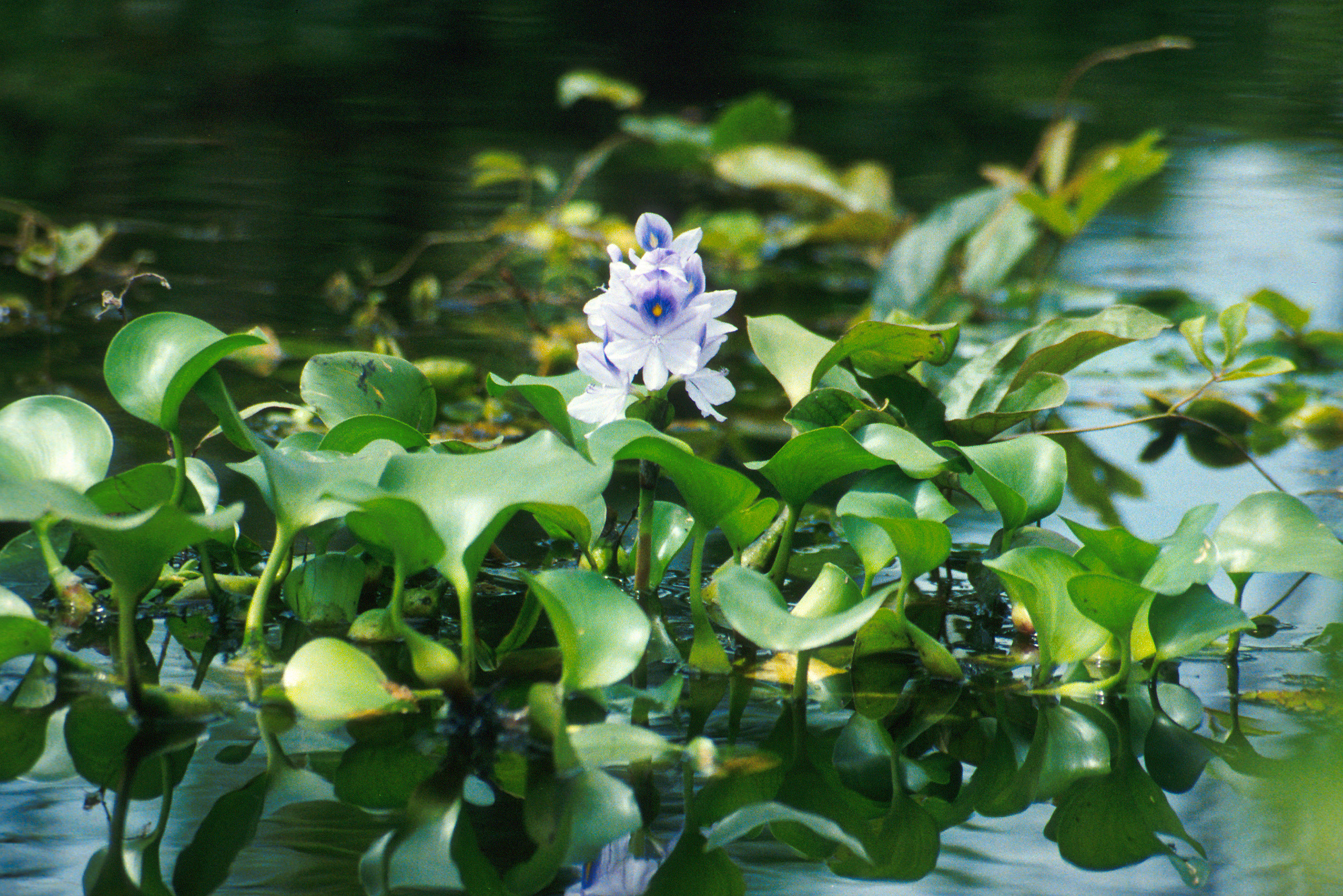
La Jacinthe d'eau (Eichhornia crassipes), néophyte commune dans le monde entier

On entend par néophyte une plante non indigène dont l’arrivée sur le territoire considéré est postérieure à 1500 ans après J.-C (c.-à-d. du début du commerce mondial). Les néophytes sont à distinguer des archéophytes, plantes non indigènes dont l'arrivée sur le territoire est antérieure à 1500 ans après J.-C.